# 恩奎巴龍屬
恩奎巴龍是獸腳亞目恐龍的一屬，生存於下白堊紀凡藍今階，約1億4000萬年前。牠是種基礎虛骨龍類，是已知體型最小與最原始的似鳥龍類恐龍。牠的化石發現於南非柯克伍德的Kirkwood組地層，該地區在科薩語裡稱為「恩奎巴」（Nqweba）。恩奎巴龍是已知最早的岡瓦那大陸虛骨龍類，比已知其他非洲虛骨龍類還早了5000萬年。恩奎巴龍也是第一個被命名的非洲虛骨龍類。
模式種是疾馳恩奎巴龍（N. thwazi），是在2000年由William de Klerk等人描述、命名的。根據他們所述，在白堊紀非洲的獸腳亞目之中，恩奎巴龍是最完整、保存最完好的化石之一。正模標本的手掌很長，有三根手指，拇指可以做出一定程度的相對應動作。化石也包含了胃石。標本是較老的幼年個體，約0.3公尺高，全長約0.9公尺，但尾巴的長度卻不清楚。估計成年個體全長達1.2公尺，體重2.5公斤。
恩奎巴龍一度被認為是種草食性的偷蛋龍類，但現在一般被認為屬於原始的似鳥龍類。

## 外部連結
- 恐龍博物館──恩奎巴龍